# Jiangcheng (köping i Kina, lat 22,27, long 109,56)
Jiangcheng (kinesiska: 江城, 江城镇) är en köping i Kina. Den ligger i den autonoma regionen Guangxi, i den södra delen av landet, omkring 140 kilometer sydost om regionhuvudstaden Nanning. Antalet invånare är 15282. Befolkningen består av 7 666 kvinnor och 7 616 män. Barn under 15 år utgör 26,0 %, vuxna 15-64 år 61 %, och äldre över 65 år 11,0 %.
Genomsnittlig årsnederbörd är 2 419 millimeter. Den regnigaste månaden är juli, med i genomsnitt 403 mm nederbörd, och den torraste är januari, med 40 mm nederbörd.